# Oléoduc Kirkouk-Ceyhan
L'oléoduc Kirkouk-Ceyhan est un oléoduc de 970 km entre Kirkouk en Irak et Ceyhan en Turquie. Il a été mis en service en 1977 à la suite d'un litige commercial survenu en 1976 entre l'Irak et la Syrie et qui avait entraîné la fermeture de l'oléoduc Kirkouk-Baniyas.